# Louis Rouland
Louis Rouland, né le 22 juillet 1907 à Contest dans la Mayenne et mort en service aérien commandé le 5 avril 1940 au Mas-Thibert dans les Bouches-du-Rhône, est un aviateur français. Il fut pilote d'essai et se tua accidentellement au début de la Seconde Guerre mondiale.

## Distinctions
Un aéro-club « Louis Rouland » (association loi 1901) a été créé en 1945 par les anciens de la SNCASE à Berre-l'Étang - La Fare-les-Oliviers, avec le soutien de Jacques Lecarme, qui subventionna le club à ses débuts, et de Georges Dumas, chef des essais en vol de l’établissement de Marignane, qui fut le premier président du club.